# Rebecka Bebben Andersson
Rebecka ”Bebben” Andersson, född 1984 i Linköping, är en svensk konstnär. Bland hennes offentliga konstverk märks ett tiotal större vägginstallationer från åren 2017–2019 i Stockholmsområdet: nio längs Tvärbanan, en tudelad på utsidan av Långbrodalsskolan och en på Södersjukhuset.